# Вермеш, Альбан
Альбан Вермеш (венг. Vermes Albán; 19 июня 1957, Эгер — 3 февраля 2021) — венгерский пловец, бронзовый призёр соревнований «Дружба-84», серебряный призёр чемпионата Европы и летних Олимпийских игр 1980 года в Москве, участник двух Олимпиад.

## Карьера
Вермеш специализировался на плавании брассом. На летних Олимпийских играх 1976 года в Монреале он представлял страну в плавании на 200 метров брассом, но по каким-то причинам не вышел на старт. На Московской Олимпиаде Вермеш выступал в плавании брассом на 100 и 200 метров. На дистанции 100 метров он был дисквалифицирован, а на 200 метрах ему с результатом 2:16,93 с удалось втиснуться между двумя советскими пловцами — олимпийский чемпионом Робертасом Жулпой (2:15,85 с) и бронзовым призёром Арсеном Мискаровым (2:17,28 с).
В 1983 году в Риме Вермеш стал серебряным призёром чемпионата Европы на своей любимой дистанции 200 метров брассом. В 1984 году в Москве на соревнованиях «Дружба-84» на этой же дистанции он завоевал бронзовую медаль.